# 6 Bdinska Dywizja Piechoty
6 Bdinska Dywizja Piechoty (bułg. Шеста пехотна бдинска дивизия) – bułgarski związek taktyczny okresu Księstwa i Trzeciego Carstwa z lat 1901–1920.
Dywizja sformowana została w 1901. Wzięła udział w I i II wojnie bałkańskiej oraz w I wojnie światowej. W 1920 przeformowana w 6 Bdiński pułk piechoty.

## Działania

### Wojny bałkańskie
Dywizja w czasie I wojny bałkańskiej walczyła w składzie 1 Armii, a w II wojnie bałkańskiej znalazła się w strukturach 2 Armii.
Napięte stosunki międzynarodowe na Bałkanach spowodowały, że car Bułgarii Ferdynand I 30 września 1912 ogłosił powszechną mobilizację.
30 lipca 2013 w Bukareszcie rozpoczęły się rokowania pokojowe, a dzień później weszło w życie zawieszenie broni kończące II wojnę bałkańską. Po podpisaniu pokoju w Bukareszcie car Ferdynand I ogłosił demobilizację armii.

### I wojna światowa
W świetle narastającego zagrożenia wojennego, na początku lipca 1914 w sztabie Armii Bułgarskiej rozpoczęto prace nad uaktualnieniem planów mobilizacyjnych. Ogłoszone w marcu 1915 wytyczne w sprawie mobilizacyjnego rozwinięcia jednostek przewidywały zmobilizowanie w Dywizji sztabu, czterech pułków piechoty, dwóch rezerwowych pułków piechoty, dwóch pułków marszowych, dwóch pułków pospolitego ruszenia, pułku etapowego oraz pododdziałów zabezpieczenia. Pułk artylerii przechodził na etat dwupułkowej brygady artylerii. Do dywizji miał zostać także przydzielony batalion inżynieryjny. Pierwszym dniem mobilizacji był 24 września 1915. Po zmobilizowaniu, będąc w składzie 1 Armii gen. lejt. Bojadżiewa, dywizja została rozmieszczona nad granicą z Serbią.

14 października 1915 wojska bułgarskie rozpoczęły ofensywę w Macedonii. 1 Armia, działając na pomocniczym kierunku, głównymi siłami prowadziła natarcie przez Zajeczar, Knjażewac i Pirot, miała osiągnąć osiągnąć dolinę rzeki Morawy i opanować rubież Paraćin–Aleksinac–Nisz. W ciągu pierwszego tygodnia walk dywizja w ramach operacji morawskiej włamała się na całym odcinku frontu na głębokość od 10 do 15 km, 27 października zdobyła silnie ufortyfikowany Zajeczar, a oddziały armii dotarły na przedpola miasta Nisz.

Szturm na Nisz przypuściły oddziały 8 Tundżanskiej i 9 Plewneńskiej DP atakując je równocześnie z północy i ze wschodu i 5 listopada zdobyły je. Opanowanie miasta spowodowało, że cała trasa kolejowa łącząca Berlin, Belgrad, Sofię i Konstantynopol znalazła się pod kontrolą Państw Centralnych. W ten sposób został zrealizowany jeden z głównych celów politycznych kampanii.

Kontynuując natarcie, 6 Bdinska DP i 8 Tundżanska DP posuwały się doliną Morawy w kierunku na Aleksinac zajmując kolejne tereny. Tym samym 1 Armia przełamała główny pas serbskiej obrony i zeszła w dolinę Południowej Morawy.
W związku z zagrożeniem, jakie powstało w wyniku wylądowania jesienią 1915 w Salonikach jednostek brytyjsko-francuskiego korpusu ekspedycyjnego, w Paraćinie odbyły się konsultacje między głównodowodzącym Armią Polową gen. Nikołą Żekowem i szefem sztabu Naczelnego Dowództwa Armii Niemieckiej gen. Erichem von Falkenhaynem. W ich wyniku 6 Bdinską DP została przekazana do dyspozycji dowódcy 2 Armii gen. lejt. Todorowa, którego to zadaniem było zabezpieczenie południowego odcinka frontu od strony Grecji.
Na początku 1916, po konferencji w Niszu, dowództwo niemieckie wycofało gros swoich jednostek z Bałkanów, a wojska bułgarskie zostały rozmieszczone nad granicą grecką blokując oddziały Ententy zgrupowane w Salonikach. 1 Sofijska i 6 Bdinska DP stanowiły odwód ogólny zgrupowania obronnego. Pełniły też rolę wojsk okupacyjnych w północnej Macedonii.

W lipcu 1919 skadrowano w Dywizji  jeden pułk piechoty. W tym czasie dywizja posiadała trzy pułki piechoty (w tym jeden pułk skadrowany), pułk artylerii, batalion inżynieryjny, szpital polowy i kompanię intendencką.

## Struktura organizacyjna
W grudniu 1903, na mocy dekretów ks. Ferdynanda I, przystąpiono reorganizacji dywizji piechoty. W czasie pokoju dywizja piechoty składała się w tym czasie z dwóch brygad piechoty, pułku artylerii, batalionu inżynieryjnego, batalionu taborów i szpitala. W brygadzie piechoty znajdowały się dwa dwubatalionowe pułki piechoty z kompanią zabezpieczenia oraz plutonem ciężkich karabinów maszynowych , a pułk artylerii składał się z dwóch dywizjonów artylerii, każdy po dwie czterodziałowe baterie.
Stan w 1907:
- dowództwo dywizji – Wraca
- 1 Brygada – Widyń
  - 3 pułk piechoty – Widyń
  - 15 pułk piechoty – Bełogradczik
- 2 Brygada – Wraca
  - 35 Wraczański pułk piechoty – Wraca
  - 36 Kozłudujski pułk piechoty – Orjachowo
- 2 pułk artylerii – Wraca

Na wypadek wojny struktura dywizji zwiększała się (1912) do trzech brygad piechoty, a w miejsce pułku artylerii tworzona była dwupułkowa brygada artylerii. Etatowo dywizja posiadała 12 batalionów piechoty, batalion inżynieryjny i 8 baterii artylerii. Na jej uzbrojeniu znajdowało się 24 813 karabinów, 24 ciężkie karabiny maszynowe i 72 działa. Stan osobowy wynosił 858 oficerów, 42 urzędników wojskowych, 3455 podoficerów, 32 918 szeregowych i 7550 koni.